# Myodini
Myodini là một tông chuột đồng rừng trong phân họ Arvicolinae của họ gặm nhấm Cricetidae trong liên họ chuột Muroidea.

## Phân loại
Tông chuột này gồm các chi sau:
- Tông Myodini
  - Chi Alticola - Chuột đồng ở Trung Á: Chi này gồm 12 loài được phân thành 03 thứ chi
    - Phân chi Alticola
    - Phân chi Aschizomys
    - Phân chi Platycranius

  - Chi Caryomys: Chi này gồm 02 loài
  - Chi Eothenomys - Chuột đồng ở Đông Á: Chi này gồm 08 loài
  - Chi Hyperacrius - Chuột đồng ở Pakistan: Chi này gồm 02 loài
  - Chi Myodes - Chuột đồng lưng đỏ: Chi này gồm 12 loài, có phạm vi phân bố trải rộng ở vùng Đông Á